# Belmonte Castello
Belmonte Castello település Olaszországban, Lazio régióban, Frosinone megyében. Lakosainak száma 678 fő (2023. január 1.). Belmonte Castello Atina, Sant’Elia Fiumerapido, Terelle és Villa Latina községekkel határos.

## Népesség
A település népességének változása:
| Lakosok száma | 727  | 708  | 678  |
|               | 2017 | 2018 | 2023 |